# Xã Richland, Quận Sac, Iowa
Xã Richland (tiếng Anh: Richland Township) là một xã thuộc quận Sac, tiểu bang Iowa, Hoa Kỳ. Năm 2010, dân số của xã này là 1.197 người.